# Federico Torre (attore)
Federico Torre (Napoli, 29 maggio 1958) è un attore italiano.

## Biografia
Federico Torre è nato a Napoli il 29 maggio 1958. Ha iniziato la sua carriera di attore nel 1979 a Radiouno Rai. A metà degli anni novanta si trasferisce a New York e partecipa al workshop di acting al Theater Lab diretto da Caroline Thomas (Sanford Meisner method). Nel 1997 ritorna in Italia e inizia la sua carriera lavorando per il cinema e la televisione.

## Filmografia

### Cinema
- Un uomo perbene, regia di Maurizio Zaccaro (1999)
- Il manoscritto di Van Hecken, regia di Nicola De Rinaldo (1999)
- Si fa presto a dire amore..., regia di Enrico Brignano (2000)
- L'uomo in più, regia di Paolo Sorrentino (2001)
- La notte lunga, regia di Paolo Sorrentino (2001)
- Blek Giek, regia di Enrico Caria (2001)
- Heaven, regia di Tom Tykwer (2002)
- Il resto di niente, regia di Antonietta De Lillo (2003)
- L'avvocato De Gregorio, regia di Pasquale Squitieri (2003)
- Pater familias, regia di Francesco Patierno (2003)
- E io ti seguo, regia di Maurizio Fiume (2003)
- Lavorare con lentezza, regia di Guido Chiesa (2004)
- Fuoco su di me, regia di Lamberto Lambertini (2006)
- Amore e libertà - Masaniello, regia di Angelo Antonucci (2006)
- Los Borgia, regia di Antonio Hernández (2006)
- La vita è una cosa meravigliosa, regia di Carlo Vanzina (2010)
- Tutto tutto niente niente, regia di Giulio Manfredonia (2012)
- Viva la libertà, regia di Roberto Andò (2013)
- Noi e la Giulia, regia di Edoardo Leo (2015)
- Gli ultimi saranno ultimi, regia di Massimiliano Bruno (2015)
- Esterno notte, regia di Marco Bellocchio (2022)

### Televisione
- Un posto al sole - puntata del 22 marzo 1999, regia di Isabella Leoni (1999/2022-2023)
- Il bello delle donne 2 - episodio 2. Febbraio (2002)
- La squadra 3 (2002)
- Camera Café, regia di Christophe Sanchez (2003)
- Rosafuria, regia di Gianfranco Albano (2003)
- Salvo D'Acquisto, regia di Alberto Sironi (2003)
- Distretto di Polizia 4, regia di Monica Vullo – serie TV, episodio 4x24 (2003)
- La squadra 4 (2004)
- Carabinieri - Sotto copertura, regia di Raffaele Mertes (2005)
- Distretto di polizia 5 - episodio Indagine al distretto, regia di Lucio Gaudino (2005)
- Roma - episodio Caesarion, regia di Steve Shill (2005)
- R.I.S. 2 - Delitti imperfetti, regia di Alexis Sweet - serie TV, episodio 2x05 (2006)
- Don Matteo 5 - episodio Ultimo enigma, regia di Giulio Base (2006)
- L'onore e il rispetto, regia di Salvatore Samperi (2006)
- Butta la luna, regia di Vittorio Sindoni (2006)
- Gente di mare 2, regia di Giorgio Serafini (2007)
- Quo vadis, baby?, regia di Guido Chiesa (2008)
- Romanzo criminale - La serie, regia di Stefano Sollima (2008)
- Per amore del mio popolo, regia di Antonio Frazzi - miniserie TV (2014)
- Squadra antimafia 6, regia di Kristoph Tassin e Samad Zarmandili - serie TV, episodio 6x06 (2014)
- Resta con me, regia di Monica Vullo - serie TV, episodi 1x01 e 1x07 (2023)